# Rajd Genewski 1970
Rajd Genewski 1970 (38. Rallye de Genève) – 38. edycja rajdu samochodowego Rajdu Genewskiego rozgrywanego w Szwajcarii. Rozgrywany był od 18 do 21 czerwca 1970 roku. Była to dziewiąta runda Rajdowych Mistrzostw Europy w roku 1970.

## Klasyfikacja rajdu
| Miejsce                     | Kierowca                    | Pilot                       | Samochód                    | Czas                        | Strata                      |                             |
| Klasyfikacja generalna, ERC | Klasyfikacja generalna, ERC | Klasyfikacja generalna, ERC | Klasyfikacja generalna, ERC | Klasyfikacja generalna, ERC | Klasyfikacja generalna, ERC | Klasyfikacja generalna, ERC |
| --------------------------- | --------------------------- | --------------------------- | --------------------------- | --------------------------- | --------------------------- | --------------------------- |
| 1.                          | Jean-Claude Andruet         | Michèle Veron               | Alpine-Renault A110 1600    | 2:24:58                     | 0.0                         |                             |
| 2.                          | Jean-Pierre Nicolas         | Michel Vial                 | Alpine-Renault A110 1600    | 2:30:33                     | +5:35                       |                             |
| 3.                          | Jean Maurin                 | Jean-Pierre Mourrier        | Alpine-Renault A110 1600    | 2:37:27                     | +12:29                      |                             |
| 4.                          | Claude Haldi                | Eric Chapuis                | Porsche 911 S               | 2:37:40                     | +12:42                      |                             |
| 5.                          | Sergio Barbasio             | Mario Mannucci              | Lancia Fulvia 1.6 Coupé HF  | 2:39:13                     | +14:15                      |                             |
| 6.                          | Jean Ragnotti               | Pierre Thimonier            | Opel Kadett Rallye          | 2:43:09                     | +18:11                      |                             |
| 7.                          | Marie-Pierre Palayer        | Ginette de Rolland          | Porsche 911 S               | 2:44:45                     | +19:47                      |                             |
| 8.                          | Marie-Claude Beaumont       | Marie Madelline Touquet     | Opel GT 1900                | 2:48:43                     | +23:45                      |                             |
| 9.                          | Willy Meier                 | Germano Bianchi             | Porsche 911 R               | 2:49:17                     | +24:19                      |                             |
| 10.                         | Jean-Pierre Hanrioud        | Jacques Chevaillier         | BMW 2002 Ti                 | 2:50:06                     | +25:08                      |                             |